# Escrito nas Estrelas (telenovela)
Escrito nas Estrelas é uma telenovela brasileira produzida e exibida pela TV Globo de 12 de abril a 24 de setembro de 2010, em 143 capítulos. Substituiu Cama de Gato e foi substituída por Araguaia, sendo a 75ª "novela das seis" exibida pela emissora.
Escrita por Elizabeth Jhin, com a colaboração de Eliane Garcia, Lílian Garcia, Denise Bandeira e Duba Elia, teve direção de Rogério Gomes, Pedro Vasconcelos, Fábio Strazzer, Roberta Richard e André Felipe Binder, com direção de núcleo de Rogério Gomes.
Contou com as participações de Nathalia Dill, Humberto Martins, Jayme Matarazzo, Alexandre Nero, Débora Falabella, Zezé Polessa, Antônio Calloni e Cássia Kis.
Foi a última novela da faixa a ser produzida em SDTV.

## Enredo

### Primeira fase
Ambientada no Rio de Janeiro, a trama apresenta a história do médico Ricardo Aguillar, um profissional bem sucedido e dono de uma clínica de fertilização humana. Muito rígido, o médico esperava que seu único filho, Daniel seguisse a mesma carreira profissional, mas esta expectativa não estava nos seus planos, pois ele pretendia dedicar sua vida e seus estudos ao cuidado de pessoas carentes. Mesmo após dez anos da morte da esposa Francisca, Ricardo sofre com seu passado e, na tentativa de prosseguir, passa a viver um romance com a médica e mãe solteira Jane, que é mãe do estudante de medicina Breno, o melhor amigo de Daniel, e da adolescente Vanessa, que não aprova o relacionamento da mãe, por querer que ela retorne com seu ex-marido Jardel, que está no exterior. Ricardo mora em uma mansão e hospeda o amigo, também médico, Vicente, criado como irmão de sua falecida esposa Francisca. Vicente é casado com Sofia, mulher ambiciosa, inescrupulosa e fútil, mãe de Beatriz, enteada de Vicente, que possui o mesmo caráter da mãe, porém capaz de matar uma pessoa para alcançar seu objetivos. A mansão Aguillar também é cenário da governanta Antônia, que trabalha orientando as atividades da ajudante Berenice e da cozinheira Hilda. Antônia é casada com o também funcionário José, que trabalha como caseiro e jardineiro da mansão, o casal possui um grande apego por Daniel, o considerado como um segundo filho. Antônia e José tiveram a independente e sonhadora Mariana, estudante de psicologia que divide as despesas de um apartamento com a prima Luciana e a amiga Suely. Suely é uma moça ingênua que trabalha como recepcionista na clínica de fertilização e é apaixonada por Gilmar (Alexandre Nero), secretário e assistente pessoal de Ricardo. Luciana é irmã de Gilmar, sendo filhos de Magali e Jovenil, moradores da vila que possuem mais dois filhos, Alex e Fabiana, que é casada com Jair. Em uma trama paralela surge Viviane, uma moça jovem humilde e honesta, que mora com o pai Jofre, um homem viciado em jogo de carteado, que perdeu sua casa e todos os seus bens em Vitória. Após este acontecimento, acabou se mudando com a filha para o Rio de Janeiro. Neste núcleo, Viviane trabalhava distribuindo panfletos para a vidente Gildete Salmon, mais conhecida como Madame Gilda que, em um primeiro momento, atua enganando as pessoas. Madame Gilda mora junto com sua irmã Zenilda Salmon em Copacabana.
Os destinos das personagens do núcleo de Ricardo e Viviane se cruzam ainda no primeiro capítulo da novela, no momento em que chuvas torrenciais assolam o Rio de Janeiro, causando um deslizamento de terra na comunidade em que Viviane mora. Ela e Breno, que trabalha no posto da comunidade, levam as vítimas até a clínica particular de Ricardo, que são atendidas pelo médico Guilherme. Daniel chega e assume, perante Viviane, o compromisso de tratar as vítimas com gratuidade na clínica de seu pai. Viviane retorna para a comunidade, sem se apresentar para Daniel. Passado um tempo Jofre contrai mais dívidas com a jogatina. Ameaçado, assalta uma joalheria e, ao ser descoberto pela polícia, foge deixando a filha, que é injustamente apontada pela polícia como integrante da quadrilha após encontrarem um dos anéis que Jofre deixou cair na casa durante a fuga. Viviane consegue escapar, encontrando refúgio dentro do carro de Daniel que a reconhece, e a partir deste momento os dois começam a ter fortes laços de amizade. Mesmo sem mal se conhecerem, Daniel pede a Viviane que o ajude a cuidar das pessoas desabrigadas em sua casa de Petrópolis, e lhe dá um cordão com um pingente de um anjo, dizendo que irá protegê-la. Viviane conta tudo sobre sua vida a Daniel e aceita o pedido do novo amigo. A caminho da casa de Petrópolis, os dois sofrem um grave acidente de carro, que tira a vida de Daniel. Neste acidente, Francisca, mãe de Daniel, vem buscar o espírito de seu filho, que não entende o que está acontecendo. Viviane consegue sobreviver, porém fica em coma durante um mês.

### Segunda fase
Um mês depois, todos sofriam muito com a morte de Daniel, principalmente Ricardo, José e Antônia. Mas, para surpresa de Ricardo, ele descobre que antes de morrer, Daniel havia congelado seu sémen em sua clínica, e a partir daí procura uma mulher para ser a mãe de seu neto. E quem quer tirar proveito da situação é Beatriz e Sofia, que faziam de tudo para que Beatriz se casasse com Daniel. Mas depois da morte de Daniel, elas então fazem de tudo para que Ricardo escolha Beatriz para ser a mãe do filho de Daniel. Beatriz era noiva de Daniel e iriam se casar, mas a morte do rapaz atrapalhou todos os seus planos. Vicente, marido de Sofia, não concorda com as armações das duas. Gilmar, um homem ambicioso e mau-caráter, que trabalha na clínica de Ricardo sendo seu assistente pessoal, vive tentando ter absoluta confiança do patrão, para que possa lhe dar um grande golpe. Para isso, vai chantagear Viviane, após descobrir que ela é foragida da polícia, e que ela mentiu dizendo que se chama Vitória. Gilmar é um homem atraente, que tem um caso com Suely, a quem vive enganando. Querendo enriquecer, vai fazer com que Viviane seja a escolhida para gerar o filho de Daniel. Gilmar coloca Viviane para morar com Suely, Mariana e Luciana e ajudá-las nas tarefas domésticas, o que desperta ciúmes de Suely. Sua amiga Mariana se apaixona pelo doutor Guilherme. Porém, ele é casado com Judite, com quem teve dois filhos, Laura e Tadeu. Judite é uma mulher ciumenta, o que faz com que ela e Guilherme tenham problemas no casamento. Meio charlatã, mas intuitiva, Gilda se surpreende quando começa a ouvir o espírito de Daniel e tenta ter contato com o rapaz "em outro plano". Daniel, que se apaixonou por Viviane, sempre ficará perto da amada. Todos sentem sua presença. Ricardo agora está cada vez mais envolvido com Jane, mãe de Vanessa, que se considera pouco amada pela mãe. Madame Gilda recebe um "recado" psicografado de Daniel e tenta entregá-lo a Ricardo, que nunca lhe dá atenção, pensando que ela é uma trambiqueira e está de olho em seu dinheiro. Beatriz faz uma consulta com a vidente e consegue convencê-la de que entregará o recado a Ricardo. Sofia, que não acredita nisso, queima o papel e pede à filha que não chegue perto dessa "gentinha", como ela mesma chama. Daniel sempre tenta voltar para o "plano físico", na intenção de recuperar a vida e voltar para sua família, pois não se conforma de ter morrido. Ele conta com a ajuda de seu anjo da guarda Seth e Athael, um espírito de luz que recebe o espírito de Daniel e de sua mãe no plano espiritual. Seth ensina Daniel a aproveitar as vantagens da passagem para o plano espiritual. A pedido de Ricardo, Gilmar leva Viviane para a clínica do médico, que está ansioso para conhecer a moça que esteve com Daniel na hora do acidente, para saber mais sobre como foram as últimas horas de vida do filho. Antes disso, o vilão muda o visual de Viviane, que está insatisfeita com a chantagem de Gilmar e Ricardo finalmente conhece Viviane, que ficam surpresos. Ricardo decide organizar uma festa na casa de Petrópolis para escolher a candidata ideal para participar da inseminação artificial. Essa festa acontece no dia do aniversário de Daniel. Viviane, que não aguenta mais a pressão de Gilmar, decide fugir, voltando para sua terra natal, mas é pega por Gilmar. O vilão agora a obriga a trabalhar na casa de Ricardo, e sem alternativa, aceita. Ricardo aos poucos vai se encantando pela moça, que desperta a raiva de Sofia e Beatriz. As duas estão fazendo de tudo para que Beatriz seja a escolhida por Ricardo para gerar seu neto. Chegando o dia da festa onde Ricardo escolherá a mulher ideal para gerar seu neto, Beatriz vai aprontar todas, junto com sua mãe Sofia, para conseguir ser a escolhida. Enquanto Gilmar fará de tudo para que Viviane seja a escolhida. Ele coloca um sonífero na bebida de Ricardo e chama a imprensa para fazer a cobertura da festa, que é uma comemoração particular. Beatriz prepara uma homenagem a Daniel, na intenção de emocionar Ricardo e ser escolhida por ele. Beatriz e Sofia acham que Mariana é uma mulher ambiciosa e que também quer ser escolhida para gerar o filho de Daniel. Um tumulto de repórteres acontece na casa e Ricardo passa mal. Depois de todos os acontecimentos, Vicente aconselha Ricardo a desistir dessa ideia, já que no dia seguinte, uma multidão de mulheres cerca a mansão, querendo ser a "barriga de aluguel" de seu neto. Depois de tantas armações, Ricardo escolhe Beatriz para ser a mãe de seu neto. Ela comemora muito com sua mãe, mas Gilmar fará de tudo para frustrar seus planos. Viviane está num "beco sem saída" e sofre muito nas mãos de Gilmar, que é agressivo e cruel e a ameaça, dizendo que seu pai está em seu poder, sequestrado, o que a aterroriza, e também sofre nas mãos de Beatriz e de Sofia. Viviane e Ricardo iniciam um romance e Jane não se conforma com o término de seu namoro com o médico. Ela também teve de superar a raiva que sentia por seu ex-marido Jardel, que reaparece fingindo estar pobre, mas se envolveu com criminosos e possui uma pequena fortuna. Um desses criminosos é o pai de Gilmar. Após Viviane ser inseminada e finalmente poder gerar o tão sonhado filho de Daniel, Ricardo e Viviane marcam a data do casamento, para "desespero" do espírito de Daniel, que não permitirá o casamento e fará de tudo para separá-los. Não aguentando mais sofrer nas mãos de Gilmar e mentir para seu amado, na véspera do casamento ela revela toda a verdade. Gilmar vai parar na cadeia, mas Ricardo se separa de Viviane, furioso com a mentira.

## Elenco
| Intérprete          | Personagem                                  |
| ------------------- | ------------------------------------------- |
| Nathalia Dill       | Viviane Ferreira / Vitória Nogueira         |
| Nathalia Dill       | Valentina Navarro Aguillar                  |
| Humberto Martins    | Dr. Ricardo Aguillar                        |
| Humberto Martins    | Pedro Cassiano Aguillar                     |
| Jayme Matarazzo     | Daniel Aguillar                             |
| Jayme Matarazzo     | Damián Ramírez López                        |
| Alexandre Nero      | Gilmar de Almeida / Luís Eustáquio da Silva |
| Débora Falabella    | Beatriz Cristina Tavares Miranda            |
| Zezé Polessa        | Sofia Tavares Miranda / Sofia Loren         |
| Antonio Calloni     | Vicente Miranda                             |
| Antonio Calloni     | Esteban López                               |
| Cássia Kis          | Francisca Aguillar                          |
| Cássia Kis          | Sólida Ramírez                              |
| Carol Castro        | Mariana Ribeiro                             |
| Marcelo Faria       | Dr. Guilherme Viana                         |
| Carolina Kasting    | Judite Viana                                |
| Gisele Fróes        | Drª. Jane Bittencourt                       |
| Suzana Faini        | Antônia Ribeiro de Almeida                  |
| Jandira Martini     | Gildete Salmon (Madame Gilda)               |
| Walderez de Barros  | Zenilda Borges Salmon                       |
| Carlos Vereza       | Anjo Athael                                 |
| Alexandre Rodrigues | Arcanjo Seth                                |
| Giovanna Ewbank     | Suely                                       |
| Manuela do Monte    | Luciana de Almeida                          |
| Paulo Vilela        | Breno Bittencourt                           |
| Marina Ruy Barbosa  | Vanessa Bittencourt                         |
| Bruno Pereira       | Mauro Olegário                              |
| Murilo Grossi       | Jofre Ferreira / Gentil Nogueira            |
| Celso Frateschi     | Jardel Bittencourt                          |
| André Gonçalves     | Jair Pereira                                |
| Ana Paula Bouzas    | Fabiana de Almeida Pereira                  |
| Cacá Amaral         | José Roberto de Almeida                     |
| José Rubens Chachá  | Jovenil de Almeida                          |
| Nica Bonfim         | Magali de Almeida                           |
| Bel Kutner          | Drª. Virgínia                               |
| Paula Tolentino     | Yasmin Vale                                 |
| Lucci Ferreira      | Afonso Vale                                 |
| Maria Clara Mattos  | Gislene (Leninha)                           |
| Simone Soares       | Drª. Fernanda                               |
| Daniela Fontan      | Berenice                                    |
| Rosane Gofman       | Raimunda (Mundinha)                         |
| Ary França          | Valdemar da Conceição Filho (Seu Filhinho)  |
| Thelma Reston       | Etelvina da Conceição                       |
| Pia Manfroni        | Dalva Belmonte da Silva                     |
| Gilberto Torres     | Mateus                                      |
| Cláudio Galvan      | Calixto Olegário                            |
| Cristina Amadeo     | Danusa Olegário                             |
| Isabela Meirelles   | Mônica Olegário                             |
| Izak Dahora         | Alex de Almeida                             |
| Ewe Pamplona        | Hilda                                       |
| Lincoln Tornado     | Ezequiel                                    |
| Eduardo Mancini     | Manoel                                      |
| Bia Sion            | Rute                                        |
| Sônia Zagury        | Lucélia                                     |
| Rosana Dias         | Sandra                                      |
| José Bittencourt    | Dentinho                                    |
| Wal Schneider       | Francisco (Chico)                           |
| Alexandre Lemos     | Zeca                                        |
| Larissa Biondo      | Michelle                                    |
| Fabiana Valor       | Marcia                                      |
| Matheus Costa       | Tadeu Viana                                 |
| Anna Rita Cerqueira | Clara Belmonte da Silva                     |
| Luisa Gonzales      | Laura Viana                                 |
| Yago Machado        | Hugo de Almeida Pereira (Huguinho)          |
| João Victor Granja  | José de Almeida Pereira (Zezinho)           |
| João Fernandes      | Luiz de Almeida Pereira (Luizinho)          |

### Participações especiais
| Intérprete          | Personagem                   |
| ------------------- | ---------------------------- |
| Othon Bastos        | Constantino da Silva (Velho) |
| Michel Bercovitch   | Marcelo Estrada              |
| Jaime Leibovitch    | Francisco Ramírez            |
| Ida Celina          | Amélia Ramírez               |
| Agildo Ribeiro      | Durvalino Batista (Lino)     |
| Vanessa Giacomo     | Arcanjo Angelina             |
| Tony Tornado        | Xavier Furacão               |
| Roney Facchini      | Miguel dos Anjos             |
| Sylvia de Carvalho  | Linda Scarface               |
| Helder Agostini     | Thiago                       |
| Adriana Martinuzzo  | Aline                        |
| Bebel Mesquita      | Milena                       |
| Christiano Torreão  | Gevaldo                      |
| Marcela Tinti       | Vitória                      |
| Maria Mônica Passos | moradora da favela           |
| Stella Miranda      | professora de Tadeu          |
| Osni Silva          | porteiro                     |
| William Vita        | policial                     |
| Bethito Tavares     | jornalista                   |
| Ed Oliveira         | capanga de Gilmar            |
| Caio Manhente       | anjo da guarda de Tadeu      |
| Henry Fiuka         | Daniel (criança)             |

## Produção
A proposta principal da novela, que teve o título provisório de Entre Dois Amores, é o de questionar os limites existentes entre o plano físico e espiritual através do debate dos aspectos éticos da ciência genética. Segundo a autora Elizabeth Jhin, o enredo se enquadra em uma temática espiritualista, sendo o mais adequado em relação à definição espírita, pois: "trata da temática sem mencionar diretamente nenhum credo". Desta forma, diversos assuntos de abordagem espiritualista e científica passam a compor a trama que mistura cenas do cotidiano com a ficção.
Marcou a estreia de Jayme Matarazzo nas telenovelas. Anteriormente ele havia feito uma participação na minissérie Maysa. Nathalia Dill, que foi uma das primeiras confirmadas no elenco emendou sua segunda protagonista no horário das 18:00.
Dois anos depois, Alexandre Rodrigues reviveu o personagem Seth na novela seguinte da autora Amor Eterno Amor.

## Exibição

### Reprises
Foi exibida de forma compacta no quadro Novelão, entre 18 e 29 de julho de 2016, em 10 capítulos, no Vídeo Show simultaneamente com a novela A Sucessora, substituindo Top Model.
Foi reexibida na íntegra pelo Viva de 17 de julho a 29 de dezembro de 2023, substituindo Força de um Desejo e sendo substituída por Sinhá Moça, na faixa das 15h30 com reapresentação às 23h50 e maratona aos domingos de 14h20 às 19h10. É a primeira novela brasileira da década de 2010 que foi reprisada pelo canal e também o primeiro trabalho solo da autora principal a ser transmitido na emissora.

### Outras mídias
Em 26 de fevereiro de 2024, foi disponibilizada na íntegra no Globoplay, como parte do Projeto Resgate.

### Classificação indicativa
Inicialmente a trama era exibida como Livre para todos os públicos. Mas o Ministério da Justiça interveio na trama e a partir de 15 de julho de 2010, passou a ser exibida como "Inadequada para menores de 10 anos". A justificativa da ação se deu pela trama conter agressão física e atos criminosos.

## Repercussão

### Audiência
O primeiro capítulo de Escrito nas Estrelas, que foi transmitido no dia 12 de abril de 2010, marcou média de 26 pontos com picos de 30 na cidade de São Paulo, superando os índices de estreia de sua antecessora Cama de Gato. Entretanto, a média registrada para a semana de estreia ficou em 25 pontos, enquanto Cama de Gato havia registrado 26 pontos no mesmo período.
No dia 29 de maio de 2010, Escrito nas Estrelas conseguiu um feito raro, o de superar a média de audiência de uma novela de horário nobre. Foram registrados 24 pontos de média contra 23 da novela das oito, Passione. Ambas apresentaram picos de 27 pontos. Em 15 de junho, a trama registrou 32 pontos, seu maior índice de audiência até então na Região Metropolitana de São Paulo.
As capitais brasileiras em que a novela desenvolveu as melhores médias de audiência, da sua estreia até o dia 15 de junho de 2010, foram: Recife, com média de 39 pontos; Salvador, com 37 pontos; Florianópolis e Belo Horizonte, ambas com 33 pontos. Nacionalmente, no mesmo período, a trama apresentou 30 pontos de média.
Em sua penúltima semana, voltou a registrar índices satisfatórios de audiência, obtendo média semanal de 25 pontos. No sábado, 18 de setembro, atingiu 28 pontos de média, superando a novela das sete, Ti Ti Ti, que marcou 26 pontos.
Na terça-feira, 21 de setembro, segundo dados consolidados do Ibope, a trama registrou 29 pontos de média e 35 de pico na Grande São Paulo, seu melhor desempenho desde o início do horário político, em 17 de agosto. O pico foi o mais alto de toda a sua exibição até o dia. No capítulo, Viviane revela toda a verdade para Ricardo momentos antes do casamento, fazendo também com que Gilmar seja preso. A revelação da verdadeira identidade da protagonista fez com que a novela chegasse aos 43 pontos de pico em Belo Horizonte e aos 34 pontos na cidade do Rio de Janeiro. As médias foram de 37 e 30 pontos, respectivamente.
Em seu antepenúltimo capítulo, exibido em 22 de setembro, a novela conseguiu um feito histórico, elevando de 14 pontos de Malhação para 27 pontos, um aumento de 13 pontos. Algo semelhante não acontecia desde O Profeta. O penúltimo capítulo também quase dobrou a audiência: de 14 para 26 pontos.
O último capítulo da novela registrou 33 pontos de média com 40 de pico, segundo dados consolidados do Ibope na Grande São Paulo.

## Música
Capa: logotipo da novela
1. "Quando a Chuva Passar" – Paula Fernandes (Tema de Abertura)[68]
2. "Eternamente" – Gal Costa (Tema de Jane e Ricardo)
3. "Ela Só Pensa em Beijar" – Celso Fonseca (Tema Geral)
4. "Pai" – Fábio Júnior[69] (Tema de Daniel e Ricardo)
5. "Roda Gigante II" – Marcelo Mira (Tema Geral)
6. "Ela Briga Comigo" – Moinho (Tema de Gilmar e Suely)
7. "Mamãe Passou Açúcar em Mim (Ao Vivo)" - Mart'nália (Tema de Jair)
8. "Deixa Eu Te Amar" (Ao Vivo) - Diogo Nogueira (Tema Romântico Geral)
9. "Para de Paradinha" – Arlindo Cruz (Tema de Jair)
10. "Nossa História" – Lorena Chaves (Tema de Guilherme e Mariana)
11. "Erva Venenosa (Poison Ivy)" – Rita Lee (Tema de Beatriz e Sofia)
12. "Coração de Papel" – Zé Renato (Tema de Mauro e Vanessa)
13. "Quem Tome Conta de Mim (Someone To Watch Over Me)" – Paula Toller (Tema de Viviane)
14. "Gente Humilde" – Luiza Possi[70] (Núcleo do Subúrbio)

E ainda
1. "Angel" - Katherine Jenkins[71] (Tema de Ricardo e Viviane)
2. "Billionaire" - Travie McCoy Feat.: Bruno Mars (Tema de Gilmar)
3. "Fly To The Moon" - The Parlotones (Tema de Viviane)
4. "If We Were (Ni Freud Ni Tu Mamá)" - Belinda (Tema Geral)
5. "Someone To Watch Over me" - Bia Sion (Tema de Guilherme e Mariana)
6. "Postcard" - Lu Alone (Tema de Vanessa)
7. "Can't Take My Eyes Off You" - Barbara Mendes (Tema Romântico Geral)
8. On The Road Again (Instrumental) - Mú Carvalho (Tema de Daniel e Viviane)
9. My Legs Are Weak - Paloma Faith (Tema Romântico Geral)
10. I Say a Little Prayer - Taryn Szpilman (Tema Geral)
11. Isn't She Lovely - Cris Delanno (Tema Geral)
12. Lost In Love - Marcela Mangabeira (Tema Romântico Geral)
13. Rock With You - Marcela Mangabeira (Tema de Locação: Rio de Janeiro)

## Prêmios e indicações
| Ano  | Prêmio                            | Categoria                                   | Indicado           | Resultado |
| ---- | --------------------------------- | ------------------------------------------- | ------------------ | --------- |
| 2010 | Prêmio TV Press                   | Melhor Novela                               | Elizabeth Jhin     | Venceu    |
| 2010 | Prêmio TV Press                   | Melhor Atriz                                | Nathalia Dill      | Venceu    |
| 2010 | Prêmio Jovem Brasileiro           | Melhor Atriz                                | Nathalia Dill      | Venceu    |
| 2010 | Prêmio Extra de Televisão         | Melhor Atriz                                | Nathalia Dill      | Venceu    |
| 2010 | Prêmio Arte Qualidade Brasil      | Melhor Ator Coadjuvante                     | Alexandre Nero     | Venceu    |
| 2010 | Prêmio Arte Qualidade Brasil      | Melhor Atriz Infantil/Juvenil de Telenovela | Marina Ruy Barbosa | Indicado  |
| 2010 | Premio Tudo De Bom - Jornal O Dia | Musa                                        | Giovanna Ewbank    | Venceu    |
| 2010 | Prêmio Contigo! de Televisão      | Melhor Ator Infantil                        | Matheus Costa      | Venceu    |
| 2011 | Melhores do Ano                   | Melhor Atriz                                | Nathalia Dill      | Indicado  |